# Биков Юрій Олександрович
Юрій Олександрович Биков (рос. Юрий Александрович Быков; нар. 11 січня 1963, Нікольськ, Пензенська область, РРФСР) — радянський та російський футболіст, тренер. Заслужений тренер Росії (18 травня 2006).

## Кар'єра гравця
Вихованець московської ФШМ. За радянських часів виступав за такі команди, як «Динамо» (Брянськ), «Локомотив» (Москва), «Шинник» (Ярославль), «Суднобудівник» (Миколаїв).
У період незалежної Росії грав переважно за команди з Московського регіону. У 1996 році провів 6 матчів у вищій лізі за новоросійський «Чорноморець». Завершував свою кар'єру футболіста в ногінському «Автомобілісті».

## Кар'єра тренера
Протягом декількох років тренував декілька підмосковних команд у другому дивізіоні. У 2007 році протягом двох місяців керував у першому дивізіоні рязанським «Спартаком-МЖК», проте незабаром цей клуб знявся з першості.
У 2009 році очолив «Шинник», проте вивести команду в прем'єр-лігу не зумів. У 2010 році був головним тренером бєлгородського «Салюта». Прийшовши в клуб по ходу сезону, не зміг врятувати клуб від вильоту з першого дивізіону. Після закінчення першості звільнений.
З листопада 2012 по квітень 2013 року готував команду «Жемчужина-Сочі» до сезону (у тому числі — через товариські матчі), але клуб нікуди не заявився. З 2013 року — головний тренер клубу «Біолог-Новокубанск». У 2016-2017 роках очолював брянське «Динамо».